# 奥田氏
奥田氏（おくだし）は、武家だった日本の氏族。清和源氏の足利氏の支流で三管領の一つ斯波氏の庶流にあたる。

## 概要
斯波氏4代目当主・斯波高経の次男・斯波義種の子・斯波満種の次男・斯波氏種が尾張国中島郡の奥田城に住んで「奥田源三郎」を称したのが始まりであるとされる。氏種からは源三郎氏英、民部大輔直種と続き、直種が永正16年（1519年）3月22日に亡くなると一旦断絶した。その後、斯波氏武衛家10代目当主・斯波義敏の子・三郎政種の子・三右衛門秀種が直種の跡を継いだ。秀種の子は七郎五郎直純で、堀秀重の姉と婚姻関係を結んだためにその後は堀氏を称した。